# Honiton

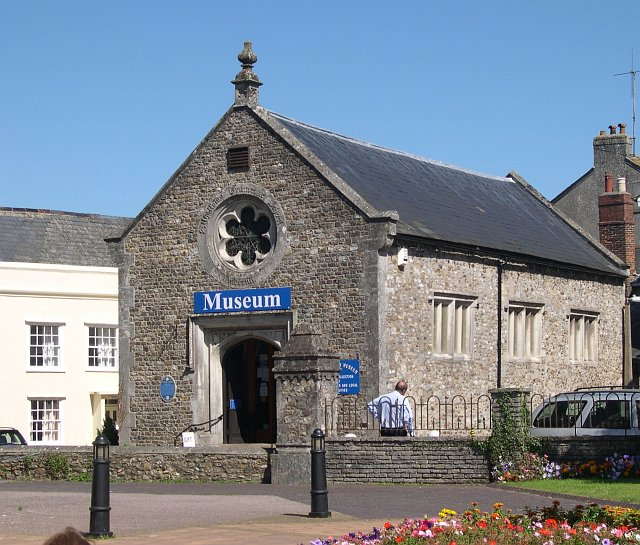
Honiton Town Museum.

Honiton är en stad och civil parish i grevskapet Devon i England. Staden ligger i distriktet East Devon och ligger vid floden Otter, cirka 25 kilometer nordost om Exeter. Tätorten (built-up area) hade 11 483 invånare vid folkräkningen år 2011.